# Банк Товарищества П. М. Рябушинского
Банк Това́рищества П. М. Рябуши́нского: здание располагается в Москве, в пределах Садового и Бульварного колец, по адресу Старопанский пер., 2 / Биржевая пл., 1.

## История
Здание располагается на месте части Шеинова двора, крупной усадьбы, в 1620—1630-х годах принадлежавшей М. Б. Шеину.
Здание было построено в 1903 году по проекту архитектора Фёдора Шехтеля, являлось зданием банка братьев Рябушинских: Банкирский дом братьев Рябушинских и Главная контора Товарищества мануфактур П. М. Рябушинского с сыновьями (1903—1904, 1908).
В 1911—1913 годах здание было надстроено шестым этажом по проекту архитектора А. В. Кузнецова.
В 1930-х годах был надстроен 7-й этаж.
В 1929—1936 годах здесь размещался Госплан СССР.
В 2000-х годах здание заняла Федеральная служба по труду и занятости.

## Архитектура
Угол Старопанского переулка и Биржевой площади занимает здание Банкирского Дома Братьев Рябушинских — это первая постройка архитектора Фёдора Шехтеля в стиле рационального модерна и первый «купеческий амбар», соединяющий в себе банк и торговый дом.
Здание практически лишено каких-либо украшений, за исключением скромной гирлянды над верхним этажом и плоских венков под ним: это несколько оживляет строгий фасад, почти всю плоскость которого занимают огромные окна. В результате, остаётся совсем немного места для междуэтажных перекрытий и горизонталей, облицованных глазурованным кирпичом.
В 1903 году Шехтель перестроил для Рябушинских часть Шеинова подворья, стоящую на углу со Старопанским переулком:

Архитектор сделал предельно простую композицию — стройные вертикальные устои, визуально поддерживают верхний этаж, прорезанный узкими окнами, завершённый карнизом и плоской крышей. Несмотря на преобладание прямых линий, углы здания мягко скруглены. Изящны тонкие лепные украшения: пересекающиеся кольца, медальоны с фигурками морских коньков, тяготеющие к графике «Мира искусства». Между вертикальными тягами фасада расположены окна, высота которых убывает кверху, — этот приём, обычно незаметный с первого взгляда, дополнительно монументализирует здание. Изящные надписи в межэтажных поперечных полосах дополнительно декорировали фасад.
— Ирина Левина
.
Здание дважды достраивалось. В 1913 году архитектором А. В. Кузнецов достроил ещё один верхний этаж, что зрительно утяжелило верх и исказило пропорции здания. Вторая надстройка, выполненная в 1930-х годах окончательно исказила первоначальный замысел Шехтеля".